# 特蕾莎&瑪莉亞
特蕾莎&玛丽亚（羅馬化：Tereza i Mariia，發音：[teˈrɛzɐ i mɐˈr⁽ʲ⁾ijɐ]）是乌克兰歌手阿廖娜·阿廖娜和傑莉·海爾的共同歌曲。她們表示這是一首关于希望的歌曲，灵感来自阿尔巴尼亚裔印度罗马天主教圣人特蕾莎修女和圣母玛利亚，由阿廖娜、海尔、安东·奇比利和伊萬·克萊門科创作。它于2024年1月11日通过Enko Music发行，并代表乌克兰参加了2024年歐洲歌唱大賽，以453分的成绩排名第三。

## 榜單表現
| 榜单（2024年）                           | 排名 |
| ---------------------------------------- | ---- |
| 奧地利（Ö3四十強單曲榜）                 | 38   |
| 獨立國協（Tophit电台榜）                 | 87   |
| 克羅埃西亞（《告示牌》Croatia Songs）    | 12   |
| 捷克（百強數位單曲榜）                   | 84   |
| 芬蘭（芬蘭官方單曲榜）                   | 14   |
| 希臘（國際唱片業協會希臘分會國際單曲榜） | 49   |
| 愛爾蘭（愛爾蘭唱片音樂協會）             | 55   |
| 立陶宛（AGATA）                          | 2    |
| 盧森堡（《告示牌》Luxembourg Songs）     | 21   |
| 荷兰（百强单曲榜）                       | 68   |
| 瑞典（瑞典每周热歌榜）                   | 30   |
| 瑞士（瑞士热门音乐榜）                   | 18   |
| 英國（官方榜单公司單曲榜）               | 100  |
| 乌克兰（Tophit电台榜）                   | 1    |

| 榜单（2024年）         | 排名 |
| ---------------------- | ---- |
| 乌克兰（Tophit电台榜） | 1    |

## 備注
1. ↑  烏克蘭語：，羅馬化：Anton Chibili